# Liga de Campeones de la Concacaf 2023
La Liga de Campeones de la Concacaf 2023 (o Liga de Campeones de la Concacaf Scotiabank por razones de patrocinio), fue la 15.ª edición de la Liga de Campeones de la Concacaf.
El Club León de México se consagró campeón por primera vez al derrotar en la final a Los Angeles Football Club por un marcador global de 3-1, por lo que clasificó a la Copa Mundial de Clubes de la FIFA 2023.

## Sistema de competición
En la Liga de Campeones de la Concacaf 2023 el formato cambia, donde se escoge a los 6 mejores de la Liga Concacaf 2022, junto el campeón del Campeonato de Clubes de la CFU, el campeón de Canadá, y cuatro equipos de México y Estados Unidos.
Se utiliza el sistema de rondas eliminatorias, desde octavos de final hasta llegar a la final, todas en formato ida y vuelta. En las rondas de octavos de final hasta semifinales rige la regla del gol de visitante, la cual determina que el equipo que haya marcado más anotaciones como visitante gana la eliminatoria si hay empate en la diferencia de goles. En caso de estar la eliminatoria empatada tras los 180 minutos de ambos partidos, la serie se decidirá en una tanda de penaltis.
El club vencedor de la final y por lo tanto Campeón, será aquel que en los dos partidos anote el mayor número de goles. En caso de empate en el total de goles, no se aplicará la regla del gol de visitante, se jugará una prórroga. Y si aún persiste el empate se realizará una tanda de penales.
Para los octavos de final, los clubes que fueron sorteados del Bombo 1 (enumerados primeros) jugarán como visitantes primero, y luego serán los anfitriones en el partido de vuelta.
Los ganadores de las series 1, 3, 5 y 7, serán sede para los partidos de vuelta de los cuartos de final. Para las semifinales, los clubes serán clasificados de acuerdo su desempeño (puntos ganados, diferencia de goles y goles anotados) en los octavos y cuartos de final, utilizando el procedimiento de desempate del campeonato.
El club mejor clasificado en cada serie de semifinales será sede del partido de vuelta. El mismo procedimiento de desempate se aplicará para determinar quién será sede del partido de vuelta de las finales.

### Asignación de equipos por asociación
| Federación     | Cupos |
| -------------- | ----- |
| Liga Concacaf  | 6     |
| México         | 4     |
| Estados Unidos | 4     |
| Canadá         | 1     |
| 'Caribe'       | 1     |
| Total          | 16    |

## Sorteo
El sorteo de la Liga de Campeones de la Concacaf 2023 se llevó a cabo el 7 de noviembre de 2022 a la 19:00 ET en Miami, Estados Unidos. La clasificación de los equipos se basó en el índice de clubes de Concacaf. El índice de clubes de Concacaf, en lugar de clasificar a cada equipo, se basó en el desempeño en el campo de los equipos que ocuparon los respectivos lugares de clasificación en las cinco ediciones anteriores de la Liga de Campeones de Concacaf. Para determinar el total de puntos otorgados a una plaza en cualquier edición individual de la Liga de Campeones de Concacaf, se utilizó la siguiente fórmula:
| Puntos por | Participación | Triunfos | Empates | Fase avanzada | Campeones |
| ---------- | ------------- | -------- | ------- | ------------- | --------- |
| Puntos por | 4             | 3        | 1       | 1             | 2         |

Los equipos se distribuyeron de la siguiente manera:

### Definición de bombos
| Bombo   | Rank | Cupo | 2018 | 2019 | 2020 | 2021 | 2022 | Total | Equipo              |
| ------- | ---- | ---- | ---- | ---- | ---- | ---- | ---- | ----- | ------------------- |
| Bombo 1 | 1    | MEX2 | 25   | 21   | 24   | 16   | 17   | 103   | León                |
| Bombo 1 | 2    | MEX3 | 17   | 26   | 11   | 20   | 19   | 93    | Pachuca             |
| Bombo 1 | 3    | MEX1 | 12   | 20   | 11   | 28   | 12   | 83    | Atlas               |
| Bombo 1 | 4    | USA4 | 5    | 11   | 12   | 12   | 25   | 65    | Orlando City        |
| Bombo 1 | 5    | USA2 | 7    | 15   | 16   | 16   | 8    | 62    | Philadelphia Union  |
| Bombo 1 | 6    | USA1 | 11   | 11   | 6    | 12   | 16   | 56    | Los Angeles         |
| Bombo 1 | 7    | USA3 | 17   | 11   | 11   | 10   | 7    | 56    | Austin              |
| Bombo 1 | 8    | CAN1 | 21   | 5    | 10   | 9    | 9    | 54    | Vancouver Whitecaps |
| Bombo 2 | 9    | MEX4 | 9    | 4    | 7    | 5    | 7    | 32    | Tigres UANL         |
| Bombo 2 | 10   | CRC1 | 5    | 7    | 6    | 4    | 5    | 27    | Alajuelense         |
| Bombo 2 | 11   | HON1 | 5    | 4    | 5    | 7    | 5    | 26    | Olimpia             |
| Bombo 2 | 12   | HON2 | 5    | 0    | 11   | 5    | 0    | 21    | Real España         |
| Bombo 2 | 13   | PAN1 | 8    | 12   | 0    | 0    | 0    | 20    | Tauro               |
| Bombo 2 | 14   | SLV1 | 7    | 5    | 7    | 0    | 0    | 19    | Alianza             |
| Bombo 2 | 15   | CCC1 | 4    | 4    | 4    | 4    | 0    | 16    | Violette            |
| Bombo 2 | 16   | HON3 | 0    | 0    | 0    | 0    | 0    | 0     | Motagua             |

## Calendario
| Fase         | Ronda            | Ida            | Vuelta         |
| ------------ | ---------------- | -------------- | -------------- |
| Eliminatoria | Octavos de final | 7–9 de marzo   | 14–16 de marzo |
| Eliminatoria | Cuartos de final | 4–5 de abril   | 11–13 de abril |
| Eliminatoria | Semifinales      | 25–26 de abril | 2–3 de mayo    |
| Eliminatoria | Final            | 31 de mayo     | 4 de junio     |

## Equipos participantes
Clasificados directos
| Federación              | Equipo                                             | Vía de clasificación |
| ----------------------- | -------------------------------------------------- | --- |
| México 4 plazas         | Atlas León Pachuca Tigres UANL                     | Campeón del Torneo Apertura 2021 y Torneo Clausura 2022 Subcampeón del Torneo Apertura 2021 Subcampeón del Torneo Clausura 2022 Mejor ubicado de la tabla general de la temporada 2021-22             |
| Estados Unidos 4 plazas | Los Angeles Philadelphia Union Austin Orlando City | Campeón de la MLS Cup 2022 y MLS Supporters' Shield 2022 Campeón de la Conferencia Este de la MLS 2022 Equipo estadounidense mejor ubicado de la MLS 2022 Campeón de la Lamar Hunt U.S. Open Cup 2022 |
| Canadá Una plaza        | Vancouver Whitecaps                                | Campeón del Campeonato Canadiense de Fútbol 2022 |
| Haití Una plaza         | Violette                                           | Campeón del Campeonato de Clubes de la CFU 2022 |

Clasificados de la Liga Concacaf
| Federación            | Equipo                      | Vía de clasificación                                                                                           |
| --------------------- | --------------------------- | --- |
| Honduras 3 plazas     | Olimpia Real España Motagua | Campeón de la Liga Concacaf 2022 Tercer puesto de la Liga Concacaf 2022 Cuarto puesto de la Liga Concacaf 2022 |
| Costa Rica Una plaza  | Alajuelense                 | Subcampeón de la Liga Concacaf 2022                                                                            |
| El Salvador Una plaza | Alianza                     | Quinto puesto de la Liga Concacaf 2022                                                                         |
| Panamá Una plaza      | Tauro                       | Sexto puesto de la Liga Concacaf 2022                                                                          |

### Localidad de los equipos
Distribución geográfica de las sedes de los equipos ya clasificados.

## Desarrollo

### Cuadro de eliminatorias
|  | Octavos de final                                 | Octavos de final                                 | Octavos de final                                 | Octavos de final                                 | Octavos de final                                 |   |             | Cuartos de final                                | Cuartos de final                                | Cuartos de final                                | Cuartos de final                                | Cuartos de final                                |  |             | Semifinales                                   | Semifinales                                   | Semifinales                                   | Semifinales                                   | Semifinales                                   |  |             | Final                                | Final                                | Final                                | Final                                | Final                                |  |
|  | 7 al 9 de marzo (ida) 14 al 16 de marzo (vuelta) | 7 al 9 de marzo (ida) 14 al 16 de marzo (vuelta) | 7 al 9 de marzo (ida) 14 al 16 de marzo (vuelta) | 7 al 9 de marzo (ida) 14 al 16 de marzo (vuelta) | 7 al 9 de marzo (ida) 14 al 16 de marzo (vuelta) |   |             | 4 y 5 de abril (ida) 11 al 13 de abril (vuelta) | 4 y 5 de abril (ida) 11 al 13 de abril (vuelta) | 4 y 5 de abril (ida) 11 al 13 de abril (vuelta) | 4 y 5 de abril (ida) 11 al 13 de abril (vuelta) | 4 y 5 de abril (ida) 11 al 13 de abril (vuelta) |  |             | 25 y 26 de abril (ida) 2 y 3 de mayo (vuelta) | 25 y 26 de abril (ida) 2 y 3 de mayo (vuelta) | 25 y 26 de abril (ida) 2 y 3 de mayo (vuelta) | 25 y 26 de abril (ida) 2 y 3 de mayo (vuelta) | 25 y 26 de abril (ida) 2 y 3 de mayo (vuelta) |  |             | 31 de mayo (ida) 4 de junio (vuelta) | 31 de mayo (ida) 4 de junio (vuelta) | 31 de mayo (ida) 4 de junio (vuelta) | 31 de mayo (ida) 4 de junio (vuelta) | 31 de mayo (ida) 4 de junio (vuelta) |  |
|  |                                                  |                                                  |                                                  |                                                  |                                                  |   |             |                                                 |                                                 |                                                 |                                                 |                                                 |  |             |                                               |                                               |                                               |                                               |                                               |  |             |                                      |                                      |                                      |                                      |                                      |  |
|  |                                                  |                                                  |                                                  |                                                  |                                                  |   |             |                                                 |                                                 |                                                 |                                                 |                                                 |  |             |                                               |                                               |                                               |                                               |                                               |  |             |                                      |                                      |                                      |                                      |                                      |  |
|  | Los Angeles                                      | Los Angeles                                      | 3                                                | 1                                                | 4                                                |   |             |                                                 |                                                 |                                                 |                                                 |                                                 |  |             |                                               |                                               |                                               |                                               |                                               |  |             |                                      |                                      |                                      |                                      |                                      |  |
|  | Los Angeles                                      | Los Angeles                                      | 3                                                | 1                                                | 4                                                |   |             |                                                 |                                                 |                                                 |                                                 |                                                 |  |             |                                               |                                               |                                               |                                               |                                               |  |             |                                      |                                      |                                      |                                      |                                      |  |
|  | Alajuelense                                      | Alajuelense                                      | 0                                                | 2                                                | 2                                                |   |             |                                                 |                                                 |                                                 |                                                 |                                                 |  |             |                                               |                                               |                                               |                                               |                                               |  |             |                                      |                                      |                                      |                                      |                                      |  |
|  | Alajuelense                                      | Alajuelense                                      | 0                                                | 2                                                | 2                                                |   | Los Angeles | Los Angeles                                     | 3                                               | 3                                               | 6                                               |                                                 |  |             |                                               |                                               |                                               |                                               |                                               |  |             |                                      |                                      |                                      |                                      |                                      |  |
|  |                                                  |                                                  |                                                  |                                                  |                                                  |   | Los Angeles | Los Angeles                                     | 3                                               | 3                                               | 6                                               |                                                 |  |             |                                               |                                               |                                               |                                               |                                               |  |             |                                      |                                      |                                      |                                      |                                      |  |
|  |                                                  |                                                  | Vancouver Whitecaps                              | Vancouver Whitecaps                              | 0                                                | 0 | 0           |                                                 |                                                 |                                                 |                                                 |                                                 |  |             |                                               |                                               |                                               |                                               |                                               |  |             |                                      |                                      |                                      |                                      |                                      |  |
|  | Real España                                      | Real España                                      | Vancouver Whitecaps                              | Vancouver Whitecaps                              | 0                                                | 0 | 0           | 0                                               | 3                                               | 3                                               |                                                 |                                                 |  |             |                                               |                                               |                                               |                                               |                                               |  |             |                                      |                                      |                                      |                                      |                                      |  |
|  | Real España                                      | Real España                                      |                                                  |                                                  |                                                  |   |             |                                                 |                                                 | 3                                               |                                                 |                                                 |  |             |                                               |                                               |                                               |                                               |                                               |  |             |                                      |                                      |                                      |                                      |                                      |  |
|  | Vancouver Whitecaps                              | Vancouver Whitecaps                              | 5                                                | 2                                                | 7                                                |   |             |                                                 |                                                 |                                                 |                                                 |                                                 |  |             |                                               |                                               |                                               |                                               |                                               |  |             |                                      |                                      |                                      |                                      |                                      |  |
|  | Vancouver Whitecaps                              | Vancouver Whitecaps                              | 5                                                | 2                                                | 7                                                |   |             |                                                 |                                                 |                                                 |                                                 |                                                 |  | Los Angeles | Los Angeles                                   | 1                                             | 3                                             | 4                                             |                                               |  |             |                                      |                                      |                                      |                                      |                                      |  |
|  |                                                  |                                                  |                                                  |                                                  |                                                  |   |             |                                                 |                                                 |                                                 |                                                 |                                                 |  | Los Angeles | Los Angeles                                   | 1                                             | 3                                             | 4                                             |                                               |  |             |                                      |                                      |                                      |                                      |                                      |  |
|  |                                                  |                                                  | Philadelphia Union                               | Philadelphia Union                               | 1                                                | 0 | 1           |                                                 |                                                 |                                                 |                                                 |                                                 |  |             |                                               |                                               |                                               |                                               |                                               |  |             |                                      |                                      |                                      |                                      |                                      |  |
|  | Atlas                                            | Atlas                                            | Philadelphia Union                               | Philadelphia Union                               | 1                                                | 0 | 1           | 1                                               | 4                                               | 5                                               |                                                 |                                                 |  |             |                                               |                                               |                                               |                                               |                                               |  |             |                                      |                                      |                                      |                                      |                                      |  |
|  | Atlas                                            | Atlas                                            |                                                  |                                                  |                                                  |   |             |                                                 |                                                 | 5                                               |                                                 |                                                 |  |             |                                               |                                               |                                               |                                               |                                               |  |             |                                      |                                      |                                      |                                      |                                      |  |
|  | Olimpia                                          | Olimpia                                          | 4                                                | 0                                                | 4                                                |   |             |                                                 |                                                 |                                                 |                                                 |                                                 |  |             |                                               |                                               |                                               |                                               |                                               |  |             |                                      |                                      |                                      |                                      |                                      |  |
|  | Olimpia                                          | Olimpia                                          | 4                                                | 0                                                | 4                                                |   | Atlas       | Atlas                                           | 0                                               | 2                                               | 2                                               |                                                 |  |             |                                               |                                               |                                               |                                               |                                               |  |             |                                      |                                      |                                      |                                      |                                      |  |
|  |                                                  |                                                  |                                                  |                                                  |                                                  |   | Atlas       | Atlas                                           | 0                                               | 2                                               | 2                                               |                                                 |  |             |                                               |                                               |                                               |                                               |                                               |  |             |                                      |                                      |                                      |                                      |                                      |  |
|  |                                                  |                                                  | Philadelphia Union                               | Philadelphia Union                               | 1                                                | 2 | 3           |                                                 |                                                 |                                                 |                                                 |                                                 |  |             |                                               |                                               |                                               |                                               |                                               |  |             |                                      |                                      |                                      |                                      |                                      |  |
|  | Philadelphia Union                               | Philadelphia Union                               | Philadelphia Union                               | Philadelphia Union                               | 1                                                | 2 | 3           | 0                                               | 4                                               | 4                                               |                                                 |                                                 |  |             |                                               |                                               |                                               |                                               |                                               |  |             |                                      |                                      |                                      |                                      |                                      |  |
|  | Philadelphia Union                               | Philadelphia Union                               |                                                  |                                                  |                                                  |   |             |                                                 |                                                 | 4                                               |                                                 |                                                 |  |             |                                               |                                               |                                               |                                               |                                               |  |             |                                      |                                      |                                      |                                      |                                      |  |
|  | Alianza                                          | Alianza                                          | 0                                                | 0                                                | 0                                                |   |             |                                                 |                                                 |                                                 |                                                 |                                                 |  |             |                                               |                                               |                                               |                                               |                                               |  |             |                                      |                                      |                                      |                                      |                                      |  |
|  | Alianza                                          | Alianza                                          | 0                                                | 0                                                | 0                                                |   |             |                                                 |                                                 |                                                 |                                                 |                                                 |  |             |                                               |                                               |                                               |                                               |                                               |  | Los Angeles | Los Angeles                          | 1                                    | 0                                    | 1                                    |                                      |  |
|  |                                                  |                                                  |                                                  |                                                  |                                                  |   |             |                                                 |                                                 |                                                 |                                                 |                                                 |  |             |                                               |                                               |                                               |                                               |                                               |  | Los Angeles | Los Angeles                          | 1                                    | 0                                    | 1                                    |                                      |  |
|  |                                                  |                                                  | León                                             | León                                             | 2                                                | 1 | 3           |                                                 |                                                 |                                                 |                                                 |                                                 |  |             |                                               |                                               |                                               |                                               |                                               |  |             |                                      |                                      |                                      |                                      |                                      |  |
|  | Austin                                           | Austin                                           | León                                             | León                                             | 2                                                | 1 | 3           | 0                                               | 2                                               | 2                                               |                                                 |                                                 |  |             |                                               |                                               |                                               |                                               |                                               |  |             |                                      |                                      |                                      |                                      |                                      |  |
|  | Austin                                           | Austin                                           |                                                  |                                                  |                                                  |   |             |                                                 |                                                 | 2                                               |                                                 |                                                 |  |             |                                               |                                               |                                               |                                               |                                               |  |             |                                      |                                      |                                      |                                      |                                      |  |
|  | Violette                                         | Violette                                         | 3                                                | 0                                                | 3                                                |   |             |                                                 |                                                 |                                                 |                                                 |                                                 |  |             |                                               |                                               |                                               |                                               |                                               |  |             |                                      |                                      |                                      |                                      |                                      |  |
|  | Violette                                         | Violette                                         | 3                                                | 0                                                | 3                                                |   | Violette    | Violette                                        | 0                                               | 2                                               | 2                                               |                                                 |  |             |                                               |                                               |                                               |                                               |                                               |  |             |                                      |                                      |                                      |                                      |                                      |  |
|  |                                                  |                                                  |                                                  |                                                  |                                                  |   | Violette    | Violette                                        | 0                                               | 2                                               | 2                                               |                                                 |  |             |                                               |                                               |                                               |                                               |                                               |  |             |                                      |                                      |                                      |                                      |                                      |  |
|  |                                                  |                                                  | León                                             | León                                             | 5                                                | 1 | 6           |                                                 |                                                 |                                                 |                                                 |                                                 |  |             |                                               |                                               |                                               |                                               |                                               |  |             |                                      |                                      |                                      |                                      |                                      |  |
|  | León                                             | León                                             | León                                             | León                                             | 5                                                | 1 | 6           | 1                                               | 2                                               | 3                                               |                                                 |                                                 |  |             |                                               |                                               |                                               |                                               |                                               |  |             |                                      |                                      |                                      |                                      |                                      |  |
|  | León                                             | León                                             |                                                  |                                                  |                                                  |   |             |                                                 |                                                 | 3                                               |                                                 |                                                 |  |             |                                               |                                               |                                               |                                               |                                               |  |             |                                      |                                      |                                      |                                      |                                      |  |
|  | Tauro                                            | Tauro                                            | 0                                                | 0                                                | 0                                                |   |             |                                                 |                                                 |                                                 |                                                 |                                                 |  |             |                                               |                                               |                                               |                                               |                                               |  |             |                                      |                                      |                                      |                                      |                                      |  |
|  | Tauro                                            | Tauro                                            | 0                                                | 0                                                | 0                                                |   |             |                                                 |                                                 |                                                 |                                                 |                                                 |  | León        | León                                          | 1                                             | 3                                             | 4                                             |                                               |  |             |                                      |                                      |                                      |                                      |                                      |  |
|  |                                                  |                                                  |                                                  |                                                  |                                                  |   |             |                                                 |                                                 |                                                 |                                                 |                                                 |  | León        | León                                          | 1                                             | 3                                             | 4                                             |                                               |  |             |                                      |                                      |                                      |                                      |                                      |  |
|  |                                                  |                                                  | Tigres UANL                                      | Tigres UANL                                      | 2                                                | 1 | 3           |                                                 |                                                 |                                                 |                                                 |                                                 |  |             |                                               |                                               |                                               |                                               |                                               |  |             |                                      |                                      |                                      |                                      |                                      |  |
|  | Orlando City                                     | Orlando City                                     | Tigres UANL                                      | Tigres UANL                                      | 2                                                | 1 | 3           | 0                                               | 1                                               | 1                                               |                                                 |                                                 |  |             |                                               |                                               |                                               |                                               |                                               |  |             |                                      |                                      |                                      |                                      |                                      |  |
|  | Orlando City                                     | Orlando City                                     |                                                  |                                                  |                                                  |   |             |                                                 |                                                 | 1                                               |                                                 |                                                 |  |             |                                               |                                               |                                               |                                               |                                               |  |             |                                      |                                      |                                      |                                      |                                      |  |
|  | Tigres UANL (v.)                                 | Tigres UANL (v.)                                 | 0                                                | 1                                                | 1                                                |   |             |                                                 |                                                 |                                                 |                                                 |                                                 |  |             |                                               |                                               |                                               |                                               |                                               |  |             |                                      |                                      |                                      |                                      |                                      |  |
|  | Tigres UANL (v.)                                 | Tigres UANL (v.)                                 | 0                                                | 1                                                | 1                                                |   | Tigres UANL | Tigres UANL                                     | 1                                               | 5                                               | 6                                               |                                                 |  |             |                                               |                                               |                                               |                                               |                                               |  |             |                                      |                                      |                                      |                                      |                                      |  |
|  |                                                  |                                                  |                                                  |                                                  |                                                  |   | Tigres UANL | Tigres UANL                                     | 1                                               | 5                                               | 6                                               |                                                 |  |             |                                               |                                               |                                               |                                               |                                               |  |             |                                      |                                      |                                      |                                      |                                      |  |
|  |                                                  |                                                  | Motagua                                          | Motagua                                          | 0                                                | 0 | 0           |                                                 |                                                 |                                                 |                                                 |                                                 |  |             |                                               |                                               |                                               |                                               |                                               |  |             |                                      |                                      |                                      |                                      |                                      |  |
|  | Pachuca                                          | Pachuca                                          | Motagua                                          | Motagua                                          | 0                                                | 0 | 0           | 0                                               | 1                                               | 1                                               |                                                 |                                                 |  |             |                                               |                                               |                                               |                                               |                                               |  |             |                                      |                                      |                                      |                                      |                                      |  |
|  | Pachuca                                          | Pachuca                                          |                                                  |                                                  |                                                  |   |             |                                                 |                                                 | 1                                               |                                                 |                                                 |  |             |                                               |                                               |                                               |                                               |                                               |  |             |                                      |                                      |                                      |                                      |                                      |  |
|  | Motagua (v.)                                     | Motagua (v.)                                     | 0                                                | 1                                                | 1                                                |   |             |                                                 |                                                 |                                                 |                                                 |                                                 |  |             |                                               |                                               |                                               |                                               |                                               |  |             |                                      |                                      |                                      |                                      |                                      |  |
|  | Motagua (v.)                                     | Motagua (v.)                                     | 0                                                | 1                                                | 1                                                |   |             |                                                 |                                                 |                                                 |                                                 |                                                 |  |             |                                               |                                               |                                               |                                               |                                               |  |             |                                      |                                      |                                      |                                      |                                      |  |
|  |                                                  |                                                  |                                                  |                                                  |                                                  |   |             |                                                 |                                                 |                                                 |                                                 |                                                 |  |             |                                               |                                               |                                               |                                               |                                               |  |             |                                      |                                      |                                      |                                      |                                      |  |

### Octavos de final
El sorteo de los octavos de final tuvo lugar el 7 de noviembre de 2022. La ida se disputó entre el 7 y 9 de marzo, mientras que la vuelta se disputó entre el 14 y 16 de marzo.
| Equipo 1            | Agr.     | Equipo 2           | Ida | Vuelta |
| ------------------- | -------- | ------------------ | --- | ------ |
| Violette            | 3–2      | Austin             | 3–0 | 0–2    |
| Tauro               | 0–3      | León               | 0–1 | 0–2    |
| Tigres UANL         | 1–1 (v.) | Orlando City       | 0–0 | 1–1    |
| Motagua             | 1–1 (v.) | Pachuca            | 0–0 | 1–1    |
| Vancouver Whitecaps | 7–3      | Real España        | 5–0 | 2–3    |
| Alajuelense         | 2–4      | Los Angeles        | 0–3 | 2–1    |
| Olimpia             | 4–5      | Atlas              | 4–1 | 0–4    |
| Alianza             | 0–4      | Philadelphia Union | 0–0 | 0–4    |

### Cuartos de final
La ida se disputó entre el 4 y 5 de abril, mientras que la vuelta se disputó entre el 11 y 13 de abril.
| Equipo 1            | Agr. | Equipo 2           | Ida | Vuelta |
| ------------------- | ---- | ------------------ | --- | ------ |
| Violette            | 2–6  | León               | 0–5 | 2–1    |
| Tigres UANL         | 6–0  | Motagua            | 1–0 | 5–0    |
| Vancouver Whitecaps | 0–6  | Los Angeles        | 0–3 | 0–3    |
| Atlas               | 2–3  | Philadelphia Union | 0–1 | 2–2    |

### Semifinales
La ida se disputó el 25 y 26 de abril, mientras que la vuelta se disputó el 2 y 3 de mayo.
| Equipo 1    | Agr. | Equipo 2           | Ida | Vuelta |
| ----------- | ---- | ------------------ | --- | ------ |
| León        | 4–3  | Tigres UANL        | 1–2 | 3–1    |
| Los Angeles | 4–1  | Philadelphia Union | 1–1 | 3–0    |

### Final
La ida se disputó el 31 de mayo, mientras que la vuelta se disputó el 4 de junio.
| Equipo 1    | Agr. | Equipo 2 | Ida | Vuelta |
| ----------- | ---- | -------- | --- | ------ |
| Los Angeles | 1–3  | León     | 1–2 | 0–1    |

|                   |
| Bandera de México |
| Campeón León      |
| 1.er título       |

## Estadísticas

### Clasificación General[7]
| Club | Club                | Pts. | PJ | PG | PE | PP | GF | GC | Dif. | Rend.  |
| ---- | ------------------- | ---- | -- | -- | -- | -- | -- | -- | ---- | ------ |
| 1    | León                | 18   | 8  | 6  | 0  | 2  | 16 | 6  | 10   | 75%    |
| 2    | Los Angeles         | 13   | 8  | 4  | 1  | 3  | 15 | 6  | 9    | 54.16% |
| 3    | Tigres              | 11   | 6  | 3  | 2  | 1  | 10 | 5  | 5    | 61.11% |
| 4    | Philadelphia Union  | 9    | 6  | 2  | 3  | 1  | 8  | 6  | 2    | 50%    |
| 5    | Violette            | 6    | 4  | 2  | 0  | 2  | 5  | 8  | -3   | 50%    |
| 6    | Atlas               | 4    | 4  | 1  | 1  | 2  | 7  | 7  | 0    | 33.33% |
| 7    | Vancouver Whitecaps | 3    | 4  | 1  | 0  | 3  | 7  | 9  | -2   | 25%    |
| 8    | Motagua             | 2    | 4  | 0  | 2  | 2  | 1  | 7  | -6   | 16.66% |
| 9    | Olimpia             | 3    | 2  | 1  | 0  | 1  | 4  | 5  | -1   | 50%    |
| 10   | Alajuelense         | 3    | 2  | 1  | 0  | 1  | 2  | 4  | -2   | 50%    |
| 11   | Real España         | 3    | 2  | 1  | 0  | 1  | 3  | 7  | -4   | 50%    |
| 12   | Austin              | 3    | 2  | 1  | 0  | 1  | 2  | 3  | -1   | 50%    |
| 13   | Orlando City        | 2    | 2  | 0  | 2  | 0  | 1  | 1  | 0    | 33.33% |
| 14   | Pachuca             | 2    | 2  | 0  | 2  | 0  | 1  | 1  | 0    | 33.33% |
| 15   | Alianza             | 1    | 2  | 0  | 1  | 1  | 0  | 4  | -4   | 16.66% |
| 16   | Tauro               | 0    | 2  | 0  | 0  | 2  | 0  | 3  | -3   | 0%     |

### Goleadores

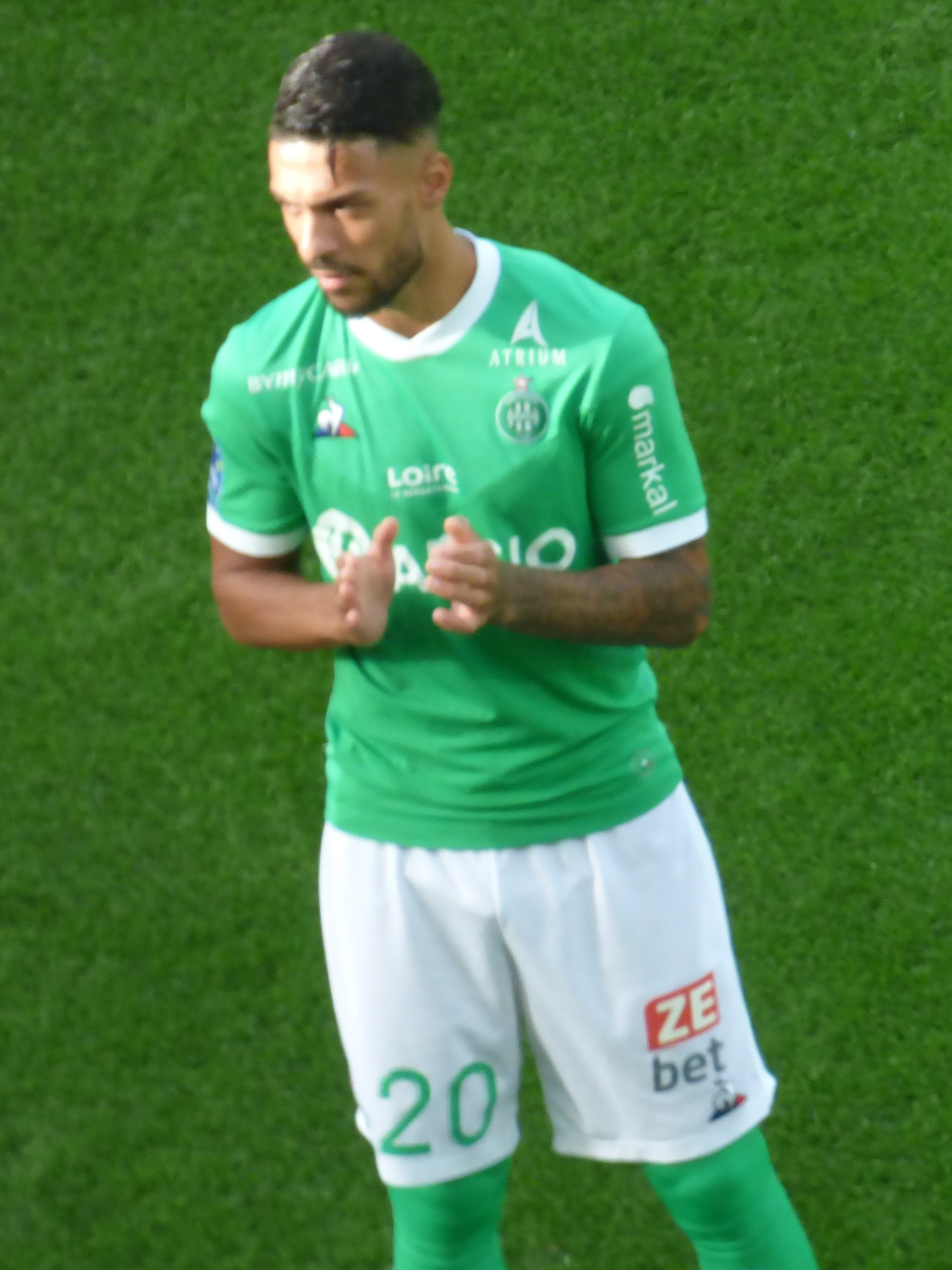
Denis Bouanga, máximo goleador con 7 tantos.

| Jugador            | Club               | Goles | PJ |
| ------------------ | ------------------ | ----- | -- |
| Denis Bouanga      | Los Angeles        | 7     | 8  |
| Miche-Naider Chéry | Violette           | 4     | 4  |
| Julián Quiñones    | Atlas              | 3     | 3  |
| Ángel Mena         | León               | 3     | 5  |
| Dániel Gazdag      | Philadelphia Union | 3     | 6  |
| Luis Quiñones      | Tigres UANL        | 3     | 6  |
| Víctor Dávila      | León               | 3     | 7  |
| Carlos Vela        | Los Angeles        | 3     | 8  |

### Jugadores con tres o más goles en un partido
| Pos. | Jugador       | Goles | Fecha              | Local       |                       | Resultado |                           | Visitante   | Reporte          |
| ---- | ------------- | ----- | ------------------ | ----------- | --------------------- | --------- | ------------------------- | ----------- | ---------------- |
| 1    | Denis Bouanga | 3     | 9 de marzo de 2023 | Alajuelense | Bandera de Costa Rica | 0 - 3     | Bandera de Estados Unidos | Los Angeles | Octavos de final |

## Premios y reconocimientos
| Premio                 | Jugador       | Club        |
| ---------------------- | ------------- | ----------- |
| Balón de Oro           | Víctor Dávila | León        |
| Bota de Oro            | Denis Bouanga | Los Angeles |
| Guante de Oro          | John McCarthy | Los Angeles |
| Mejor Jugador Joven    | Fidel Ambríz  | León        |
| Premio al Juego Limpio | —             | Los Angeles |

| Posición | Jugador         | Club        |
| -------- | --------------- | ----------- |
| POR      | John McCarthy   | Los Angeles |
| DEF      | Diego Palacios  | Los Angeles |
| DEF      | Adonis Frías    | León        |
| DEF      | Aaron Long      | Los Angeles |
| DEF      | Iván Moreno     | León        |
| MED      | Luis Quiñones   | Tigres      |
| MED      | Elías Hernández | León        |
| MED      | Fidel Ambríz    | León        |
| MED      | Carlos Vela     | Los Angeles |
| DEL      | Víctor Dávila   | León        |
| DEL      | Denis Bouanga   | Los Angeles |